# Idaea macoaria
Idaea macoaria là một loài bướm đêm trong họ Geometridae.